# ۱ تیر
۱ تیر نود و چهارمین روز از سال در گاه‌شماری خورشیدی است. به پایان سال ۲۷۱ روز (۲۷۲ روز در سال کبیسه) مانده‌است.

## رویدادها
- ۱۱۸۳ - آغاز جنگ ایران و روسیه (۱۸۱۳–۱۸۰۴)
- ۱۳۱۰ ‐ تصویب قانون ثبت علایم و اختراعات در مجلس شورای ملی ایران[۱]
- ۱۳۶۰ - برکناری ابوالحسن بنی‌صدر از ریاست جمهوری و تشکیل شورای موقت ریاست‌جمهوری ایران
- ۱۳۸۳ - رقابت ۱ تیر ۱۳۸۳ تیم ملی فوتبال ایران با تیم ملی فوتبال سوریه در مسابقات فوتبال غرب آسیا ۲۰۰۴
- ۱۳۹۱ - سیل ۱۳۹۱ کال شور خراسان رضوی
- ۱۴۰۰ - آغاز اعتصابات کارگری ۱۴۰۰ ایران

## زادروزها
- ۱۲۵۱ - محمدعلی شاه، ششمین پادشاه قاجار
- ۱۳۱۱ - ثریا اسفندیاری، دومین همسر محمدرضا شاه پهلوی و شهبانوی ایران
- ۱۳۱۷ - امیراشرف آریانپور، موسیقی‌دان، پژوهشگر و نویسنده
- ۱۳۱۹ - عباس کیارستمی، کارگردان فیلم
- ۱۳۲۰. راشد غنوشی، سیاست‌مدار مسلمان تونسی
- ۱۳۲۹ - مصطفی رحماندوست، شاعر
- ۱۳۳۰ - مهدی صباغ‌زاده، کارگردان، فیلم‌نامه‌نویس، تهیه‌کننده و تدوین‌گر
- ۱۳۳۰ - کاظم اولیایی، مدیر اسبق باشگاه فوتبال استقلال
- ۱۳۳۱ - مازیار، خواننده
- ۱۳۳۴ - ناصر رزازی، هنرمند، خواننده، شاعر، نویسنده و پژوهشگر ادبیات و فرهنگ کردی
- ۱۳۳۸ - احمد کاظمی، فرمانده
- ۱۳۴۰ - ابوالفضل پورعرب، بازیگر
- ۱۳۴۷ - نسرین مقانلو، بازیگر
- ۱۳۴۹ - مریم کاویانی، بازیگر
- ۱۳۵۰ - خداداد عزیزی، بازیکن فوتبال
- ۱۳۵۶ - سحر ولدبیگی، بازیگر
- ۱۳۵۸ - سید محمد حسینی، بازیکن فوتبال
- ۱۳۶۴ - هادی نوروزی، بازیکن فوتبال
- ۱۳۶۷ - مائده برهانی، بازیکن والیبال
- ۱۳۶۷ - مجتبی شجاعی، قایقران
- ۱۳۷۷ - آرون افشار، خواننده
- 1378- محمدرضا رستمیان الاشتی قهرمان بوکس وزن -68 کیلوگرم

## درگذشت‌ها
- ۱۴۰۰ - حمید مجتهدی، کارگردان

## مناسبت‌ها
- روز اصناف در ایران[۲]